# 셰리 사움
셰리 솜(Sherri Saum, 1974년 10월 1일 ~ )은 미국의 배우이다.

## 출연 작품
- 나의 엄마, 나의 딸 - 레지나 루이스 역 (성인)